# Скара Бре
Скара Бре је неолитско насеље изграђено од камена на архипелагу Оркнијских острва, на крајњем северу Британије. Скара Бре је најочуваније европско неолитско насеље. Састоји се од 8 груписаних кућа. Сматра се да је острво било насељено између 3180. и 2500. године п. н. е. Због одличне заштите од невремена, Скара Бре се назива још и Шкотска Помпеја. 

## Положај
Скара Бре је неколико хиљада година лежало затрпано песком. На острво су неолићани доспели чамцима. Не зна се због чега су се одлучили да насеље саграде на овом неплодном острву. Испитивања су показала да су се овде дуже задржали и да је насеље служило током неколико генерација. Обрадиве земље је, како се чини, било веома мало; на оскудним пашњацима су становници Скара Бреа напасали своја стада. 

## Биографија
Шума овде не расте јер је острво изложено јаким ветровима. У недостатку грађе, људи су своје мале четвртасте куће зидали од шкриљца, а покривали су их китовом кости. На средини куће било је огњиште са кога је дим излазио кроз отвор на средини крова. Око огњишта биле су сачињене камене клупе, а такође је и остали намештај у кућама био саграђен од камених плоча: шкриња, полица са посуђем и ногари за лежишта. Кућице у насељу биле су ушорене, а уличице су биле степенасто распоређене на падинама једног брежуљка. Да би се заклонили од силине ветра, становници су затварали врата својих домова каменим плочама, и што је још занимљиво, истим таквим плочама покривали су своје уске улице да би се сачували од невремена. 